# Lilli Beck
Lilli Beck (Copenaghen, 29 dicembre 1885 – Århus, 20 gennaio 1939) è stata un'attrice cinematografica e attrice teatrale danese.

## Biografia
Lilli Beck (denominata anche Lili Bech e Lily Beck) fece il suo esordio cinematografico per una casa produttrice danese nel 1911. È stata sposata al regista svedese Victor Sjöström dal 1914 al 1916; dopo la separazione si stabilì definitivamente in Danimarca.

## Filmografia

### Cinema
- Den utro hustru, di regista sconosciuto (1911)
- Morfinisten, regia di Louis von Kohl (1911)
- Taifun regia di Louis von Kohl (1911)
- Trädgårdsmästaren, regia di Victor Sjöström (1912)
- Bjørnetæmmeren, regia di Alfred Lind (1912)
- Den flyvende Cirkus, regia di Alfred Lind (1912)
- De svarta maskerna, regia di Mauritz Stiller (1912)
- Vampyren regia di Mauritz Stiller (1913)
- Barnet, regia di Mauritz Stiller (1913)
- Gatans barn, regia di Victor Sjöström (1914)
- Stormfågeln, regia di Mauritz Stiller (1914)
- För sin kärleks skull, regia di Mauritz Stiller (1914)
- Högfjällets dotter, regia di Victor Sjöström (1914)
- Dolken, regia di Mauritz Stiller (1915)
- En av de många, regia di Victor Sjöström (1915)
- Landshövdingens döttrar, regia di Victor Sjöström (1915)
- Mästertjuven, regia di Mauritz Stiller (1915)
- Hans hustrus förflutna, regia di Mauritz Stiller (1915)
- Lekkamraterna, regia di Mauritz Stiller (1915)
- Sonad skuld, regia di Victor Sjöström (1915)
- Minlotsen regia di Mauritz Stiller (1915)
- När konstnärer älska, regia di Mauritz Stiller (1915)
- Hon segrade, regia di Mauritz Stiller (1916)
- Vingarne, regia di Mauritz Stiller (1916)
- Guldspindeln, regia di Fritz Magnussen (1916)
- Therèse, regia di Victor Sjöström (1916)
- Skepp som mötas, regia di Victor Sjöström (1917)
- Paradisfågeln, regia di Konrad Tallroth (1917)
- Gudernes yndling, regia di Holger-Madsen (1920)
- Det største i verden,regia di Holger-Madsen (1921)
- Hans Gode Genius, regia di August Blom (1922)
- Det store hjerte, regia di August Blom (1924)
- Den store Magt, regia di August Blom (1925)